# Wetherington
Wetherington és una concentració de població designada pel cens dels Estats Units a l'estat d'Ohio. Segons el cens del 2000 tenia 1.010 habitants.

## Demografia
Segons el cens del 2000, Wetherington tenia 1.010 habitants, 363 habitatges, i 308 famílies. La densitat de població era de 557,1 habitants/km².
Dels 363 habitatges en un 38% hi vivien nens de menys de 18 anys, en un 80,7% hi vivien parelles casades, en un 3% dones solteres, i en un 14,9% no eren unitats familiars. En el 12,9% dels habitatges hi vivien persones soles el 3,9% de les quals corresponia a persones de 65 anys o més que vivien soles. El nombre mitjà de persones vivint en cada habitatge era de 2,78 i el nombre mitjà de persones que vivien en cada família era de 3,06.
Per edats la població es repartia de la següent manera: un 26,9% tenia menys de 18 anys, un 5,4% entre 18 i 24, un 26,1% entre 25 i 44, un 37,2% de 45 a 60 i un 4,3% 65 anys o més.
L'edat mediana era de 40 anys. Per cada 100 dones de 18 o més anys hi havia 96,3 homes.
La renda mediana per habitatge era de 161.448 $ i la renda mediana per família de 173.704 $. Els homes tenien una renda mediana de 100.000 $ mentre que les dones 65.050 $. La renda per capita de la població era de 73.684 $. Aproximadament l'1,8% de les famílies i el 2,4% de la població estaven per davall del llindar de pobresa.

## Poblacions més properes
El següent diagrama mostra les poblacions més properes.